# Massacre de 2010 à San Fernando
Le massacre de 2010 à San Fernando, aussi appelé premier massacre de San Fernando, est la tuerie de masse de 72 émigrants clandestins par l'organisation criminelle Los Zetas à San Fernando, dans l'État du Tamaulipas, au Mexique le 24 août 2010. 

## Déroulement
Le mardi 24 août 2010, à San Fernando, une localité de 30 000 habitants du Tamaulipas, proche de la frontière avec le Texas, un groupe d'émigrants en route pour les États-Unis est intercepté par un commando de l'organisation Los Zetas. Les membres du cartel demandent aux clandestins de travailler pour eux comme hommes de main et, devant leur refus, les abattent.
Un survivant équatorien blessé parvient à atteindre un barrage routier et donne l'alerte. 72 corps sont extraits du charnier dans les jours suivants.

## Hommage
- La 72, Maison du migrant à Tenosique au Sud-est du Mexique, nommée en hommage aux 72 morts du massacre.